# Jurij Moiseev
Jurij Ivanovič Moiseev (in russo Ю́рий Ива́нович Моисе́ев?; Penza, 11 luglio 1940 – 25 settembre 2005) è stato un hockeista su ghiaccio sovietico, dal 1991 russo.

## Palmarès

### Olimpiadi invernali
- 1 medaglia[1]:
  - 1 oro (Grenoble 1968)